# Basil Coetzee
Basil „Manenberg“ Coetzee [kuˈt͜sɪə] (* 2. Februar 1944 in District Six; † 11. März 1998 in Mitchells Plain, Kapstadt) war ein südafrikanischer Musiker (Tenorsaxophon, Jazzflöte), der aus dem Township Jive einen eigenen gefühlvollen Zugang zum Modern Jazz entwickelte.

## Leben und Wirken
Coetzee wuchs unter armen Verhältnissen in dem zu Kapstadt gehörenden Township District Six auf. In früher Jugend war die Pennywhistle sein erstes Instrument. 1958 begann er im Township aufzutreten. Kurzzeitig wechselte er ans Schlagzeug, bevor er sich mit 16 Jahren für die Konzertflöte entschied. Mit 21 Jahren brachte er sich das Spielen auf dem Tenorsaxophon bei, das letztlich sein Hauptinstrument wurde. 1962 war er erstmals im Aufnahmestudio. In den frühen 1970er Jahren tourte er mit Abdullah Ibrahim und mit Oswietie. Auf Vinyl war er auf dem Album Underground in Africa (1974) zu hören. Durch die dann folgende Einspielung von Abdullah Ibrahims (Dollar Brands) Mannenberg – Is Where It’s Happening (1974) wurde er aufgrund der Intensität seines Spiels und der Beachtung, die das Album in Südafrika fand, endgültig bekannt. Die Aufnahme wurde in den Townships extrem populär; Coetzee nannte sich daraufhin nach dem Titelstück der LP ‚Man[n]enberg Coetzee‘; nur wenige Jahre zuvor (1969) war er mit seiner Familie aufgrund des Abbruchs von District Six gezwungen worden, in die neue Township Manenberg zu ziehen.
Gemeinsam mit Robbie Jansen und Jack Momple gründete er die Band Pacific Express, die eine der führenden Bands des Cape Jazz war. Dennoch konnte er als Jazzmusiker nicht sein Auskommen fristen und war während der 1970er und frühen 1980er Jahre als Arbeiter in einer Schuhfabrik tätig. Das änderte sich 1986 mit der Gründung seiner Band Sabenza und der Etablierung der Kapstädter Musikschule MAPP. 1987 trat Sabenza auf dem Festival Culture in Another South Africa in Amsterdam auf; dort traf er auf exilierte Musiker wie Jonas Gwangwa, Mervyn Africa, Russell Herman und Dudu Pukwana. Eine Europatournee schloss sich im Folgejahr an; die Band unterstützte im Wahlkampf den African National Congress. Als Abdullah Ibrahim nach Südafrika zurückkehrte, spielte Coetzee regelmäßig in dessen Formationen. Daneben trat er weiter mit Sabenza auf.
Sein drittes Album unter eigenem Namen, B:, erschien kurz vor seinem Tod nach einem langen Leiden an Lungenkrebs.

## Diskographische Hinweise
- Sabenza (1988, mit Robbie Jansen, Michael Martin, James Kibby, Titch Jean-Pierre, Paul Abrahams, Jack Momple, Vic Higgins)
- Monwabisi (1993, mit Tony Schilder, James Kibby, Paul Abrahams, Monty Weber, Jack Momple)
- B: (1998)

## Lexigraphische Einträge
- South African History Online: Basil Coetzee. auf www.sahistory.org.za (englisch)